# Gianina van Groningen
Gianina van Groningen (nacida Gianina Beleagă, Gura Humorului, 21 de mayo de 1995) es una deportista rumana que compite en remo.
Participó en tres Juegos Olímpicos de Verano, obteniendo una medalla de plata en París 2024, en la prueba de doble scull ligero, el octavo lugar en Río de Janeiro 2016 y el sexto en Tokio 2020, en la misma prueba.
Ganó dos medallas de oro en el Campeonato Mundial de Remo, en los años 2018 y 2017, y tres medallas en el Campeonato Europeo de Remo entre los años 2020 y 2024.

## Palmarés internacional
| Juegos Olímpicos   | Juegos Olímpicos          | Juegos Olímpicos  | Juegos Olímpicos        |
| Año                | Lugar                     | Medalla           | Prueba                  |
| ------------------ | ------------------------- | ----------------- | ----------------------- |
| 2024               | París (Francia)           | Medalla de plata  | Doble scull ligero      |
| Campeonato Mundial |                           |                   |                         |
| Año                | Lugar                     | Medalla           | Prueba                  |
| 2017               | Sarasota (Estados Unidos) | Medalla de oro    | Doble scull ligero      |
| 2018               | Plovdiv (Bulgaria)        | Medalla de oro    | Doble scull ligero      |
| Campeonato Europeo |                           |                   |                         |
| Año                | Lugar                     | Medalla           | Prueba                  |
| 2020               | Poznań (Polonia)          | Medalla de bronce | Doble scull ligero      |
| 2021               | Varese (Italia)           | Medalla de plata  | Scull individual ligero |
| 2024               | Szeged (Hungría)          | Medalla de oro    | Doble scull ligero      |